# Địa đạo Phú Thọ Hòa
Địa đạo Phú Thọ Hòa là một công trình quân sự dưới lòng đất đặt tại phường Phú Thọ Hòa cách trung tâm Thành phố Hồ Chí Minh chưa đầy 10km về hướng Tây. Hệ thống được chi bộ xã Phú Thọ Hòa và Chi đội 12 xây dựng để phục vụ hai cuộc chiến tranh lớn nhất Việt Nam vào thế kỷ 20. Tuy ra đời trong bối cảnh bị bao vây bởi đồn bốt của đối thủ nhưng khu căn cứ vẫn hoạt động hiệu quả xuyên suốt hai thập kỷ tranh đấu chống thực dân Pháp và Mỹ của quân dân giải phóng vùng Sài Gòn – Gia Định – Chợ Lớn. Đây chính là địa đạo xuất hiện đầu tiên trên toàn khu vực Nam Bộ, trước cả địa đạo giữ kỷ lục dài nhất Việt Nam.
Vào những năm 1930, để che giấu quân cách mạng địa phương, cán bộ xứ ủy, tỉnh ủy và trung ương tại khu vực miền Nam đã phối hợp cùng với ban chỉ huy xã Phú Thọ Hòa tiến hành đào những căn hầm bí mật. Thời điểm cuộc kháng chiến tiến đến giai đoạn cao trào buộc quân đội phải rút về để bảo toàn lực lượng, đến năm 1947, Đảng bộ địa phương quyết định kiến tạo nên hệ thống ngầm để làm nơi cất giấu vũ khí, ém quân chuẩn bị cho những trận xuất kích ngay trong lòng quân Pháp. Sở hữu tổng chiều dài gần 10 km trong thời chiến, công trình quân sự do 16 thanh niên tiêu biểu mang họ Cù đào từ chập tối đến gần sáng ròng rã xuyên suốt nửa năm mới hoàn thành.
Từ địa đạo, quân đội vũ trang đã tiến hành nhiều cuộc triệt phá, góp phần làm suy yếu tương quan chênh lệch lực lượng giữa hai bên. Hàng loạt chiến công từ đây lần lượt xuất hiện như việc tấn công vào kho vũ khí Bảy Hiền, đồn bốt Cao Đài, Phú Thọ Hòa, Phạm Văn Tụng... Nổi bật nhất trong đó là sự kiện hai lần đột nhập phá hủy thành công kho bom Phú Thọ, hỗ trợ Việt Minh tiến gần hơn đến kết thúc thắng lợi trên toàn quốc, theo sau là sự sụp đổ của đế quốc thực dân Pháp trong khu vực Đông Nam Á. Đến thời kỳ Chiến tranh Việt Nam, khu căn cứ vẫn tiếp tục được các đơn vị đặc công biệt động cùng Ban công tác thành dùng làm bàn đạp tiến quân vào nội thành Sài Gòn.
Ngày 28 tháng 6 năm 1996, địa đạo Phú Thọ Hòa đã được Bộ Văn hóa và Thông tin công nhận là Di tích lịch sử cấp quốc gia theo Quyết định số 1460-QĐ/VH, từ đây chính thức trở thành một "địa chỉ đỏ" để giáo dục và tuyên truyền lịch sử vùng địa phương đến công chúng. Trước đó vào năm 1985, thể theo yêu cầu của Tổng Bí thư Nguyễn Văn Linh, một đoạn đường hầm dài 100m đã được phục chế để đón khách tham quan, tuy nhiên công tác bảo tồn khu di tích lại bị bỏ quên trong một khoảng thời gian dài, không mấy ai biết đến nơi này vì tình trạng ngày một hoang phế xuống cấp theo thời gian. Mãi đến năm 2022, địa đạo mới được trùng tu phần lớn về cơ sở vật chất và khuôn viên cảnh quan.

## Lịch sử
Địa danh Phú Thọ Hoà là vùng đất sáp nhập giữa hai thôn Lộc Hoà và Phú Thọ, trước đây thuộc địa phận tổng Tân Phong, huyện Tân Long, hạt Chợ Lớn. Sau cuộc tổng khởi nghĩa Tháng Tám thành công dẫn đến sự sụp đổ của chế độ quân chủ chuyên chế tồn tại cả nghìn năm trong lịch sử Việt Nam, thực dân Pháp một lần nữa quay trở lại xâm chiếm Nam Kỳ. Thực hiện theo chủ trương Xứ ủy Nam Bộ và Tỉnh ủy Gia Định về việc thành lập khu căn cứ kháng chiến ở vùng phụ cận, ngoại ô Sài Gòn, giữa năm 1947, chi bộ Phú Thọ Hòa gồm Bí thư Nguyễn Văn Tiểng cùng hai vị chỉ huy sau này của quân đội là Đại tá Lâm Quốc Đăng và Trung tướng Tám Lê Thanh đã chỉ đạo các cán bộ nòng cốt về ấp Lộc Hòa – một khu vực sở hữu vùng đất cao, cây cối rậm rạp và địa hình phức tạp, làm địa điểm xây dựng đường hầm để bộ đội về bám trụ chiến đấu. Tuy phải chịu cảnh vây quanh dày đặc bởi đồn bốt của đối phương, nhưng đỉnh điểm trong Chiến tranh Đông Dương lần thứ nhất, địa đạo đã cất giấu hàng ngàn chiến sĩ cách mạng cùng nhiều đảng viên lãnh đạo, trong đó bao gồm Chi đội 12/13, Tiểu đoàn Ngô Gia Tự, Tiểu đoàn Ký Con và nhiều ban công tác nội thành. Nơi đây không chỉ là căn cứ quân sự mà còn từng nhiều lần là trọng điểm tập kết, ém quân, đánh dấu cột mốc khởi đầu của những trận chiến góp phần làm suy yếu lực lượng Pháp tại chiến trường Nam Bộ.
Dựa vào hệ thống đường hầm, mùa thu năm 1947, dân quân địa phương cùng với các lực lượng đã tấn công 5 xe tăng tiến công vào địa bàn, gây thiệt hại 2 tiểu đoàn Âu Phi. Cuối năm đó, khi Pháp liên tiếp mở nhiều cuộc càn quét vùng ven nhằm bảo vệ cơ quan đầu não ở trung tâm Sài Gòn, một đơn vị từ Đức Hòa đã hành quân về địa đạo ngay trong đêm. Khi hay tin lương thực của dân địa phương sẽ bị cướp, đoàn quân đã nhanh chóng xuất kích tiêu diệt 3/4 trung đội đối kháng rồi trở về lòng đất giấu mình, bảo đảm an toàn chờ đêm đến trở về với căn cứ. Cũng trong khoảng thời gian này, với phương kế sử dụng hàng binh ngoại quốc làm lực lượng chiến đấu, Lâm Quốc Đăng và Lê Thanh đã dẫn dắt đội hình triệt phá đồn bốt cách địa đạo khoảng một cây số, chiến thuật này tiếp tục được áp dụng thành công khi đồn Phạm Văn Tụng bị xóa sổ vào đầu năm 1948. Ở một diễn biến khác cùng thời điểm, đơn vị cơ động cách mạng hành quân về Phú Thọ Hòa có thêm 6 hàng binh người Pháp và Đức. Khi xuất kích theo hương lộ 15 tiến về Bà Quẹo lúc trời vừa sáng, họ cải trang thành lính partisan (thân binh) theo chân quân Pháp về đánh phá thành công đồn Phú Thọ Hòa, thu hồi toàn bộ vũ khí. Việc chịu tổn thất liên tục trong khu vực đã khiến đối phương mở cuộc truy lùng. Cuối năm 1948, chi đội 12 do Lê Thanh giữ chức vụ chỉ huy phó đặt dưới sự chỉ đạo trực tiếp của Lâm Quốc Đăng đã diễn ra trận giao tranh căng thẳng với lính Pháp. Tuy một phần địa đạo sau đó bị phát hiện nhưng đoàn quân đã kịp thời phối hợp với lực lượng du kích địa phương bảo vệ đoạn hầm còn lại, đẩy đối thủ ra khỏi vùng giao chiến. Một số trận đánh thành công tiêu biểu trong giai đoạn này cũng được ghi nhận như việc quân dân xã chặn đường tiến công của Pháp xuyên suốt 6 ngày đêm tại cầu Tham Lương vào tháng 10 năm 1945, Tiểu đoàn Ký Con hợp lực cùng các chi đội tiến công từ địa đạo phá hủy đồn Cao Đài tại ngã 5 Vĩnh Lộc trong năm 1948, sự kiện tấn công kho bom Bảy Hiền ngày 29 tháng 3 năm 1948, cùng với cuộc chống càn ở Gò Đậu (Ấp Bình Long) vào năm 1949 đã tiêu diệt 70 lính viễn chinh, thu về nhiều vũ khí do Chi đội 12 phối hợp triển khai cùng Ban công tác thành Sài Gòn – Chợ Lớn.

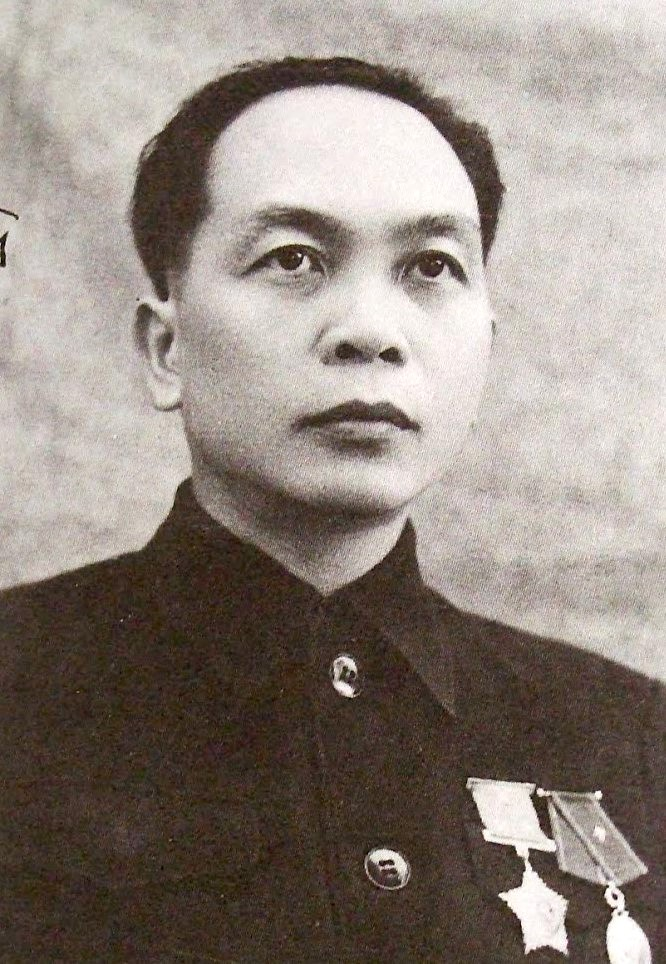
Trận biệt kích từ địa đạo đánh vào kho bom Phú Thọ đã được Võ Nguyên Giáp tuyên dương trên Báo Cứu Quốc vào năm 1952.

Năm 1950, một đơn vị đặc công đã giấu quân và xuất kích từ địa đạo đánh thẳng vào sân bay Tân Sơn Nhất. Đêm ngày 31 tháng 8 năm 1952, đại đội Quyết tử 3721 (sau này đổi tên thành Đại đội Đặc công 205) đã tổ chức đốt kho nhiên liệu của Pháp tại Phú Thọ Hòa, hậu quả khiến 2 đồn nhỏ, 3 đồn lớn, 4 toa chứa dầu, 9 hầm, số lượng xăng tầm trên 3 triệu lít cùng 10 ngàn thùng dầu nhớt khoảng 2 triệu lít bốc cháy hoàn toàn. Bên cạnh đó, 24 hầm chứa trên cả ngàn bom 500 cân và napalm, 1 kho và 7 hầm chất trên 2 triệu viên đạn tan tành. Vụ nổ kéo dài hơn một ngày đêm đã khiến đối phương chịu thiệt hại đáng kể, trong đó đại đội canh gác Âu Phi của khu vực bị thương nặng và mất mạng. Chiến công này đã được Đại tướng Võ Nguyên Giáp tuyên dương trên trang nhất Báo Cứu Quốc số 2179 ra ngày 4 tháng 10 năm 1952. Không dừng lại ở đó, địa điểm này tiếp tục hứng chịu viễn cảnh tàn phá lần thứ hai ngay sau thắng lợi của chiến dịch Điện Biên Phủ, cuối tháng 5 năm 1953, ban chỉ huy đội đặc công quyết tử đã cài được hai trinh sát vào giả dạng làm cu li khuân vác trong khu vực kho, họ âm thầm thăm dò mục tiêu suốt gần một năm, sau đó hướng dẫn các bộ phận chiến đấu đột nhập và xác định điểm đánh. Khi thời cơ đã đến, đêm 31 tháng 5 rạng sáng ngày 1 tháng 6, Tiểu đoàn quyết tử 950 do Bùi Văn Ba và Phạm Văn Hai chỉ huy gồm 12 người vượt qua toàn bộ hệ thống phòng thủ của Pháp, tiến đến kho bom đặt mìn hẹn giờ, phá hủy trên 9.000 tấn bom đạn, đốt cháy 10 triệu lít xăng, đồng thời đẩy gần một tiểu đoàn lính Pháp và Âu Phi đến bờ vực thương vong. Tâm chấn vụ nổ kéo dài từ 1 giờ sáng ngày 1/6 đến 16 giờ ngày hôm sau đã khiến cửa kính các nhà cao tầng trong vòng ba cây số vỡ tan nát, vô số mảnh bom đạn văng ra, trong khi trại giam Chí Hòa gần đó thì bị tốc ngói. Đây là một trong những trận chiến cuối cùng của quân dân Việt Minh vùng Sài Gòn – Chợ Lớn – Gia Định, đẩy nhanh đến tiến trình giành độc lập của Việt Nam sau 9 năm kháng chiến chống thực dân Pháp, qua đó góp phần buộc đối phương phải ngồi vào bàn đàm phán ký kết Hiệp định Genève chấm dứt sự cai trị của Pháp trên toàn lãnh thổ Đông Dương. Sau trận đánh, đơn vị đặc công đã được Bộ Tổng Tư lệnh Quân đội nhân dân trao tặng Huân chương Quân công hạng Nhì. Các chiến sĩ, cán bộ được phong Huân chương Chiến công hạng Nhất, riêng Bùi Văn Ba và Phạm Văn Hai sau này được tuyên dương Anh hùng Lực lượng vũ trang Nhân dân. Trong cả hai lần đột nhập kho vũ khí, địa đạo Phú Thọ Hòa đều là nơi trú ẩn của quân đội cách mạng trước thời điểm tiến quân ra mặt trận.
Đến thời kỳ Chiến tranh Việt Nam, đường hầm vẫn được bộ đội dùng để chiến đấu, xây dựng cơ sở cho các đơn vị võ trang trú ngụ, làm bàn đạp để tấn công vào nội thành Sài Gòn, sau đó chuyển căn cứ về địa đạo Củ Chi. Tháng 4 năm 1966, chính quyền Việt Nam Cộng hòa tại Phú Thọ Hòa đã dùng xe ủi đất phá hủy vài đoạn địa đạo, lấy đi một số vật liệu lót đáy hầm. Khu vực bị bao vây trong hai tháng sau, tuy nhiên đối thủ nhanh chóng bị Tư Râu (chính trị viên), Chín Hoàng (xã đội trưởng) cùng với năm du kích từ dưới hầm đánh trả, phá vòng vây và rút về căn cứ quân sự an toàn. Ngoài ra nhiều cư dân theo cách mạng cũng đã qua đời vì bảo vệ nơi này, trong đó có chủ nhiệm thôn bộ Việt Minh Trần Văn Kiên, ông bị Pháp bắn chết tại chỗ vào năm 1948 nhằm uy hiếp tinh thần những ai ủng hộ lực lượng kháng chiến trong xã, hai nhà hoạt động Nguyễn Văn Bẩm và Nguyễn Văn Ưng thì bị đối phương tra tấn, cuối cùng đày ra Côn Đảo vì quân Pháp nhận thấy không thể dùng cực hình ép họ khai ra khu địa đạo. Gần hai thập kỷ sau thì công trình dưới mặt đất bị phát hiện, năm 1967, hai cá nhân dưới hầm là Nguyễn Thị Út (tự Út Cười) và Sơn cũng phải chịu cực hình tương tự. Đến cuối thế kỷ 20, địa đạo Phú Thọ Hòa đã được Bộ Văn hóa và Thông tin cấp bằng công nhận Di tích lịch sử Quốc gia Việt Nam theo quyết định số 1460-QĐ/VH ký ngày 28 tháng 6 năm 1996, và đây cũng chính là di tích duy nhất trên địa bàn quận Tân Phú trực thuộc cấp bậc toàn quốc tính đến năm 2024.

## Kết cấu
— Ông Nguyễn Văn Lự – thành viên còn sống cuối cùng trong tổ đào cho biết vào năm 2010.
Tiền thân địa đạo là những căn hầm bí mật đào theo dạng thông thường xuất hiện từ những năm 1930 để che giấu quân kháng chiến địa phương, nổi bật nhất là hầm ếch với chiều dài đạt ngưỡng 4.5m, chiều rộng chỉ vừa đủ cho duy nhất một người chui vào hoặc bò lom khom. Tuy vẫn có nắp đậy ngụy trang, ngách và lỗ thông hơi nhưng đây là loại hầm cụt, nhược điểm chết người là khi bị đối phương phát hiện thì hết đường thoát nên ban lãnh đạo ấp Lộc Hòa sau đó đã mở rộng thành đường hầm xe lửa hai ngăn. Sử dụng được một thời gian thì nhận ra loại hầm này vẫn tồn tại nhiều lỗ hổng nên chi bộ Phú Thọ Hòa quyết định phát triển thành hệ thống địa đạo liên xã, bắt đầu từ ấp Lộc Hòa trải dài đến Bình Long, Bình Đông qua Bình Hưng Hòa về Gò Đậu.
Do nơi đây trước kia rất gần với các đồn bốt của Pháp như Bình Trị Đông, An Thái, Bà Quẹo, Phú Lâm, Phú Thọ, Bình Long... nên tổ đào phải bí mật thực hiện vào ban đêm, họ nhờ cậy đến sự nuôi dưỡng của dân địa phương theo Việt Minh, qua đó hỗ trợ xóa dấu vết vào ban ngày để tránh bị phát hiện. Những cá nhân được tuyển chọn gia nhập tổ đào phải đáp ứng ba điều kiện: tuyệt đối trung thành với cách mạng, kiên quyết giữ bí mật căn hầm và tích cực góp sức vào công tác đào địa đạo. Ban đầu trong đội chỉ có 6 người, sau đó tăng cường thêm các chiến sĩ thuộc Chi đội 12 và chia làm 4 tổ, mỗi tổ 4 người tiến hành thay phiên nhau đào suốt từ chập tối đến 3 giờ sáng ngày hôm sau, thực hiện liên tục xuyên suốt 6 tháng liền mới hoàn thành. Phần đất đào được mang đổ xuống ruộng thấp, vun thành vồng sắn, vồng khoai. Tổng cộng có 16 thanh niên chủ chốt tham gia vào quá trình xây dựng khu căn cứ quân sự dưới lòng đất, nổi bật nhất trong đó là Lâm Quốc Đăng (Nguyễn Văn Thược) và Tám Lê Thanh – hai nhân vật cùng chiến tuyến về sau trở thành chỉ huy cấp cao của Quân đội nhân dân Việt Nam. Cả đoàn kiến tạo nên khu di tích được gọi bằng họ Cù: Cù Thược, Cù Thanh, Cù Lự, Cù Huê, Cù Bốn, Cù Sao, Cù Hóa, Cù Thực, Cù Kỳ... đây vừa là biệt danh bí mật ám chỉ đến các thành viên trong tổ đào hầm, vừa ghi nhận sự cần cù, chịu khó của những người lính.
Thời gian xây dựng khoảng giữa năm 1947. Đầu tiên, phần miệng phía trên được đào trong bụi cây rậm hoặc ngụy trang dưới các mô đất và gò mối, nắp hầm đúc thành hình chữ nhật có đáy để đổ đất, làm bằng bệ gỗ với kích thước 0.4 x 0.25 x 0.1 mét, xung quanh đóng ngàm giữ đất và phủ cỏ tươi mặt trên để che đậy. Trung bình mỗi hầm có từ 3 đến 4 lỗ thông hơi khoét theo hình loa kèn, đáy dưới rộng 0.2m, đầu hướng lên mặt đất 0.1m đặt nghiêng một góc 45°, tuỳ thuộc vào địa hình là mồ mả hay lũy tre mà lắp lỗ thông hơi tại đó cho kín đáo. Từ miệng đào xuống độ sâu tầm 3–4 mét sẽ hình thành nên lòng địa đạo cao 1 mét, rộng từ 0.6 đến 0.8 mét, đường đi nối dài chừng 4–5 mét thì dừng lại. Tiếp tục nhắm hướng đào con đường tiếp theo với kích cỡ tương tự sao cho khớp nối liền kề với địa đạo đầu tiên, và cứ theo phương thức này mà tạo thêm các đường ngầm mới. Đây được gọi là hầm xe lửa vì cứ cách khoảng 20 mét thì sẽ có 1 vách ngăn, ngay giữa được khoét lỗ với đường kính 0.5m vừa đủ 1 người chui qua nối tiếp từ ấp nọ sang ấp kia. Sở dĩ có cách bố trí này là nhằm mục đích phòng ngừa trường hợp khi bị truy đuổi thì quân lính có thể chui qua hầm kế tiếp rồi bít cửa lại, ngụy trang cẩn thận để khiến đối phương nghĩ đây là đường cụt. Lối đi địa đạo lúc trầm lúc bổng nhưng vẫn giữ khoảng cách tối thiểu 2.5m giữa mặt đất và nóc hầm, bao gồm hai tầng chồng lên nhau, đường xuống tầng hầm có đoạn che giấu trên nền đất và được bố trí sát một ngách hầm chết, khi đối thủ đột nhập vào sẽ bị đánh lừa đây là ngõ cụt mà không biết rằng có cửa thông xuống. Toàn bộ hệ thống sở hữu ba hầm âm với sức chứa từ 5 đến 7 người mỗi hầm, một trong số đó được dùng làm phòng họp, dưới mỗi đáy hầm còn có thêm một đoạn trũng đề phòng mùa mưa cho nước chảy xuống, bên trên bố trí nhiều ụ chiến đấu rải rác dọc theo địa đạo. Về sau trên mặt đất được xây dựng thêm hệ thống giao thông hào và hầm chiến đấu lộ thiên hình chữ L, lấp đất đào xung quanh để tránh sự chú ý của quân Pháp, rồi trồng tre dứa dọc theo bờ để tạo thành địa hình chiến đấu liên xã Phú Thọ Hòa – Bình Hưng Hòa – Tân Sơn Nhì. Trong thời chiến, tính theo đường chim bay thì khu di tích dài khoảng 1 km, nhưng nếu chạy theo địa hình thì diện tích mở rộng đến 10 km, nơi đây không có mìn bẩy, nút chặn, bếp Hoàng Cầm... như các công trình tương tự ra đời sau này mà chủ yếu chỉ là đường ngầm, lúc ẩn lúc hiện xung trận. Đến đầu những năm 1980, ngành sử học Việt Nam cùng với Bảo tàng Quân khu 7 đã tiến hành nghiên cứu và khảo sát, cuối cùng họ đi đến kết luận địa đạo xuất hiện đầu tiên ở Thành Phố Hồ Chí Minh cũng như trên toàn miền Nam Bộ chính là Phú Thọ Hoà. Theo ông Nguyễn Hùng Minh – con trai của ông Nguyễn Văn Lự, một trong số các chiến sĩ tham gia tổ đào năm xưa – cho biết việc hoàn thành khu đường hầm này đã đặt những nền móng đầu tiên giúp cho dân kháng chiến rút kinh nghiệm để đào địa đạo Củ Chi sau này tốt hơn.:03:17

## Bảo tồn
— Bút tích được lưu trữ của cố Tổng Bí thư Nguyễn Văn Linh trong một lần ông về thăm lại địa đạo vào năm 1984.
Tuy là địa đạo xuất hiện đầu tiên tại Sài Gòn và mang tầm vóc của một Di tích Lịch sử cấp Quốc gia, thế nhưng công cuộc bảo tồn khu di tích này gần như bị lãng quên trong vài thập kỷ. Lần trùng tu đầu tiên một đoạn đường hầm dài khoảng 100 mét là do quận Tân Bình triển khai vào năm 1985, thể theo yêu cầu của Bí thư Thành ủy thành phố Hồ Chí Minh tại thời điểm đó là Nguyễn Văn Linh – người sau này nắm giữ cương vị Tổng Bí thư Ban Chấp hành Trung ương Đảng Cộng sản Việt Nam – trong một lần về thăm di tích đã yêu cầu phục dựng lại vào ngày 17 tháng 11 năm 1984. Kể từ đó trở đi, địa đạo dần xuống cấp theo năm tháng, kinh phí của quận chỉ đủ để thuê công nhân dọn dẹp vệ sinh và phun thuốc diệt côn trùng vào năm 2001. Một thập kỷ sau, nơi đây ngày càng hoang tàn và có nguy cơ trở thành phế tích, từ ngoài nhìn vào chỉ thấy một khu đất trống lẫn với mồ mả, phần đất này sau đó được tận dụng để cải tạo lại thành sân chơi thể thao mở cửa miễn phí nhằm thu hút nhiều người dân địa phương đến. Năm 1986, trong bản nghị quyết đại hội đại biểu đảng bộ quận Tân Bình đã truyền thông rõ việc "quyết tâm quy hoạch xây dựng khu truyền thống" và kiến tạo "thêm các bia, đài kỷ niệm", nhưng đến tận 22 năm sau (2008) mới hoàn thành được nửa nhiệm vụ đầu, và cuối cùng thì nhà trưng bày lại nằm khuất bên trong, diện tích nhỏ cùng hiện vật nghèo nàn, thứ quan trọng nhất chỉ bao gồm các bức ảnh của những chứng nhân lịch sử đã từng tham gia chiến đấu ở địa đạo cùng với tấm bằng công nhận Di tích Quốc gia. Xung quanh khuôn viên thì bị cỏ dại vây kín, tường rào lại xiêu vẹo, thiếu vắng hàng cây xanh và nhà bia tưởng niệm, cả hệ thống đường hầm cũng hoàn toàn không có đèn chiếu sáng. Theo Ban Quản lý địa đạo, dự kiến ban đầu vào năm 2010, khu di tích sẽ được xây dựng lại với nguồn vốn đầu tư dao động trong khoảng 4–5 tỷ đồng, thế nhưng việc huy động một số tiền lớn để khởi động đúng thời hạn hay không thì vẫn còn để ngỏ. Đến cuối năm, nguồn ngân sách thành phố cấp cho dự án tôn tạo được thêm 4.5 triệu Đồng Việt Nam, trong khi chỉ tính riêng công trình mở rộng khu di tích địa đạo Củ Chi đã lên đến con số 170 triệu đồng, gấp hơn 37 lần. Cũng trong khoảng thời gian này, di tích được tu sửa một phần gồm cải tạo nắp miệng hầm, các lỗ thông hơi, xử lý chống thấm... Tuy nhiên hơn tám năm sau thì đường hầm lại tiếp tục bị ngập, và đến năm 2025 thì ban quản lý di tích phải hạn chế du khách tham quan vì một số đoạn trong hầm vẫn bị thấm nước. Tại kỳ họp Đại hội đại biểu Đảng bộ lần thứ mười nhiệm kỳ 2010–2015, địa đạo Phú Thọ Hòa được xác định là công trình trọng điểm trên địa bàn quận Tân Phú, nhưng do gặp khó khăn về tài chính nên quá trình nâng cấp chỉ dừng lại trên giấy. Khi cuộc chiến tranh Đông Dương lần thứ nhất diễn ra, hệ thống ngầm của khu căn cứ dưới mặt đất trải dài gần 10km nhưng phần diện tích này ngày một thu hẹp dần vì tình trạng đô thị hóa, những gì còn sót lại chỉ là đoạn hầm 100 mét đã phục chế ngày trước. Trái ngược với Củ Chi, đến tận thập kỷ thứ hai của thế kỷ 21, không mấy ai biết đến sự tồn tại của khu di tích này, kể cả cư dân trong quận hay sống gần đó, thỉnh thoảng chỉ có vài buổi sinh hoạt đoàn, họp mặt cựu chiến binh hay các chuyến tham quan của học sinh một số trường trên địa bàn. Sau hơn ba thập kỷ kể từ thời điểm được tu sửa lần đầu vào năm 1985, địa điểm lịch sử hầu như không có gì đặc biệt ngoại trừ việc sở hữu một phòng trưng bày, bên cạnh đó, quá trình khai thác du lịch càng gặp trở ngại hơn vì cán bộ làm công tác quản lý chỉ có vài người trong khi cơ sở vật chất không thể đáp ứng được. Tất cả dừng lại ở việc phục vụ các hội nhóm đến tìm hiểu cùng với việc tuyên truyền giáo dục qua các kênh thông tin bằng nhiều hình thức khác nhau.

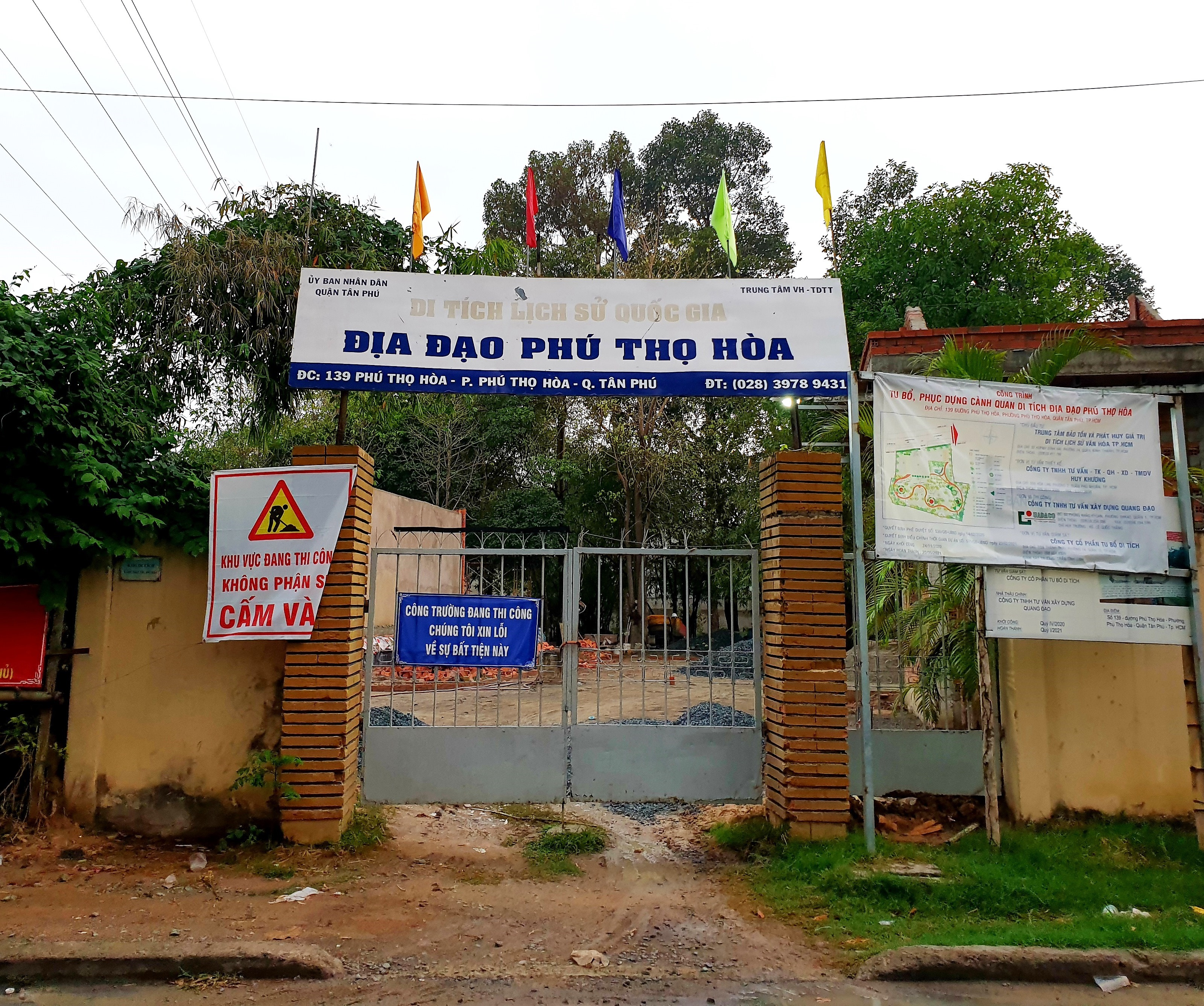
Cổng trước địa đạo Phú Thọ Hòa trong giai đoạn thi công phục dựng lại cảnh quan vào năm 2021.

Xuyên suốt hai thập kỷ đầu của thế kỷ 21, hàng loạt các ấn phẩm truyền thông lớn nhỏ trong nước đã lên tiếng nhiều lần về thực trạng ngày một hoang phế của địa đạo và mong nhận được sự quan tâm đầu tư từ phía các ban ngành quản lý, trong đó có báo VnExpress, Giác Ngộ, Sài Gòn Giải Phóng, Hà Nội Mới, Người Lao Động, Quân Đội Nhân Dân, Biên Phòng, cùng với các cử tri quận đã kiến nghị việc tu bổ đến Đoàn đại biểu Quốc hội thành phố Hồ Chí Minh. Năm 2012, dự án nâng cấp một lần nữa được lên kế hoạch, hồ sơ và bản vẽ kỹ thuật cũng đã có thế nhưng ba năm sau tình hình vẫn không thay đổi, sau đó công trình của đơn vị tư vấn thiết kế mới được Ủy ban nhân dân Thành phố phê duyệt vào ngày 20 tháng 11 năm 2018. Bước đầu đề xuất tạm ứng trước ngân sách nhà nước để thực hiện việc nâng cấp khu di tích, thời gian thi công được điều chỉnh kéo dài đến hết năm 2021, và quá trình xây dựng hoàn tất trong nửa đầu năm sau. Tuy vẫn không có bia tưởng niệm sau khi sửa chữa nhưng thay vào đó bức phù điêu tái hiện lại hai cuộc đấu tranh giải phóng dân tộc tại địa phương trong thế kỷ 20 đã hoàn thành. Cũng trong khoảng thời gian này, địa đạo chính là điểm đến đầu tiên trong tour du lịch "Tân Phú – Đi là nhớ" của quận. Thống kê ban đầu cho thấy ngay sau khi kết thúc trùng tu, năm 2022 có tổng cộng 35.234 người đến với khu di tích. Nửa đầu năm 2023, địa điểm cách mạng tiếp tục chào đón 147 đoàn với con số 20.764 người, trong đó có 98 khách nước ngoài đến tham quan tìm hiểu.